# لكزس أل أف

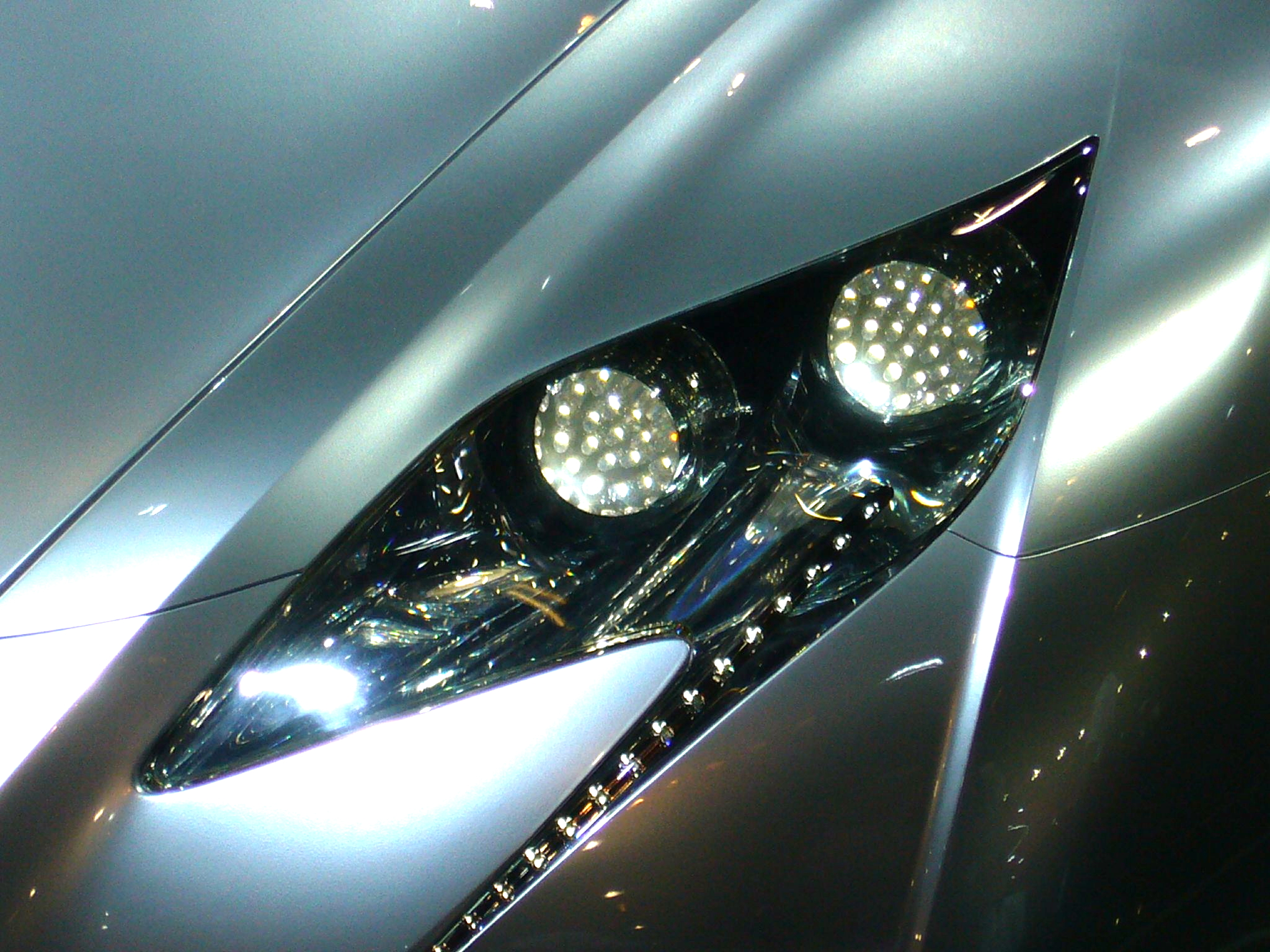
مصابيح سيارة لكزس أل أس.

لكزس أل أف هي سلسلة سياراة من الشركة اليابانية لكزس أحد أقسام شركة تويوتا اليابانية. يرمز المقطع الأول من اسم سلسلة السيارات هذه «أل» إلى لكزس والثاني أف إلى المستقبل. أول سيارة ظهرت من سلسلة السيارات هذه كان سيارة أل أف-إكس في عام 2003.

## أل أف-إيه

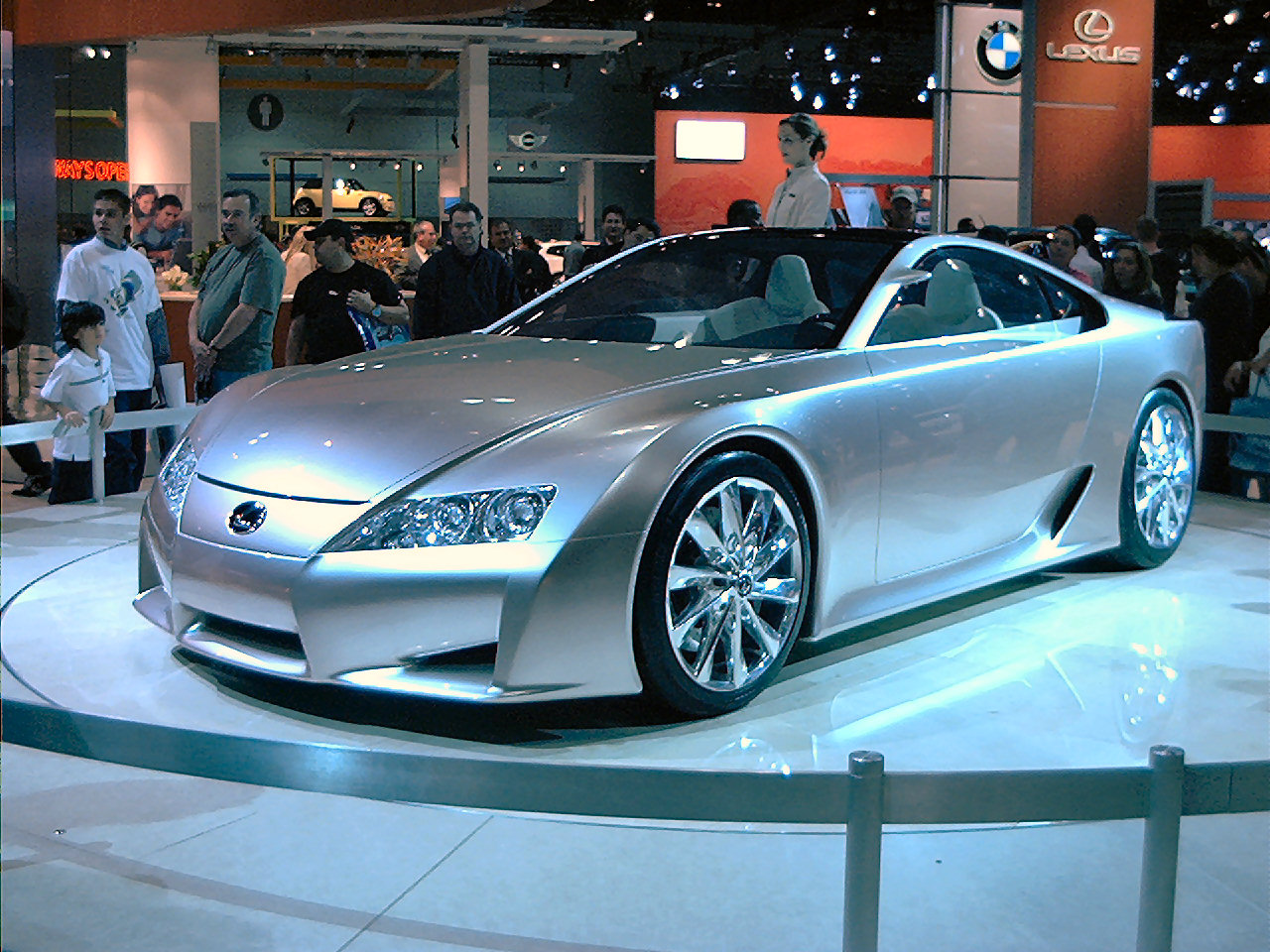
ليكسوس إل إف-إيه في معرض لوس أنجلوس للسيارات 2006

تم إطلاق ثلاث أنواع من النموذج، وأولها في سنة 2005 في معرض شمال أمريكا العالمي لعرض السيارات. والحروف تعني اختصار «لكسوس تقدم-المستقبل». التصميم الأول كان أقصر بحوالي 5 إنش من بورش 911 تربو وعجلة القيادة بزيادة نحو 9 إنش. الارتفاع حوالي متر و20 سم وهو مقارب من ارتفاع نموذج فيراري إف 430، مع عرض يبلغ 37 إنش تقريبا.

## أل أف-إيه أر
هو نموذج سيارة مكشوفة عرض للمرة الaأولى في معرض شمال أمريكا العالمي لعرض السيارات للسيارات في ديترويت في 13 يناير 2008. السيارة مزودة بمحرك 10 سعة خزان 5 لتر لزيادة كفاءتها عند زيادة السرعة. وتصل السرعة القصوى للسيارة إلى 200 ميل في الساعة (230 كيلومتر في الساعة). وهي مزودة بكاميرات جانبية بدلا من المرايا. وبعد سنة عرضت السيارة للمرة الثانية في معرض جنيف للسيارات وفي بطولة الولايات المتحدة المفتوحة وفي معارض ليكسوس في اليابان.

## أل أف-أل سي

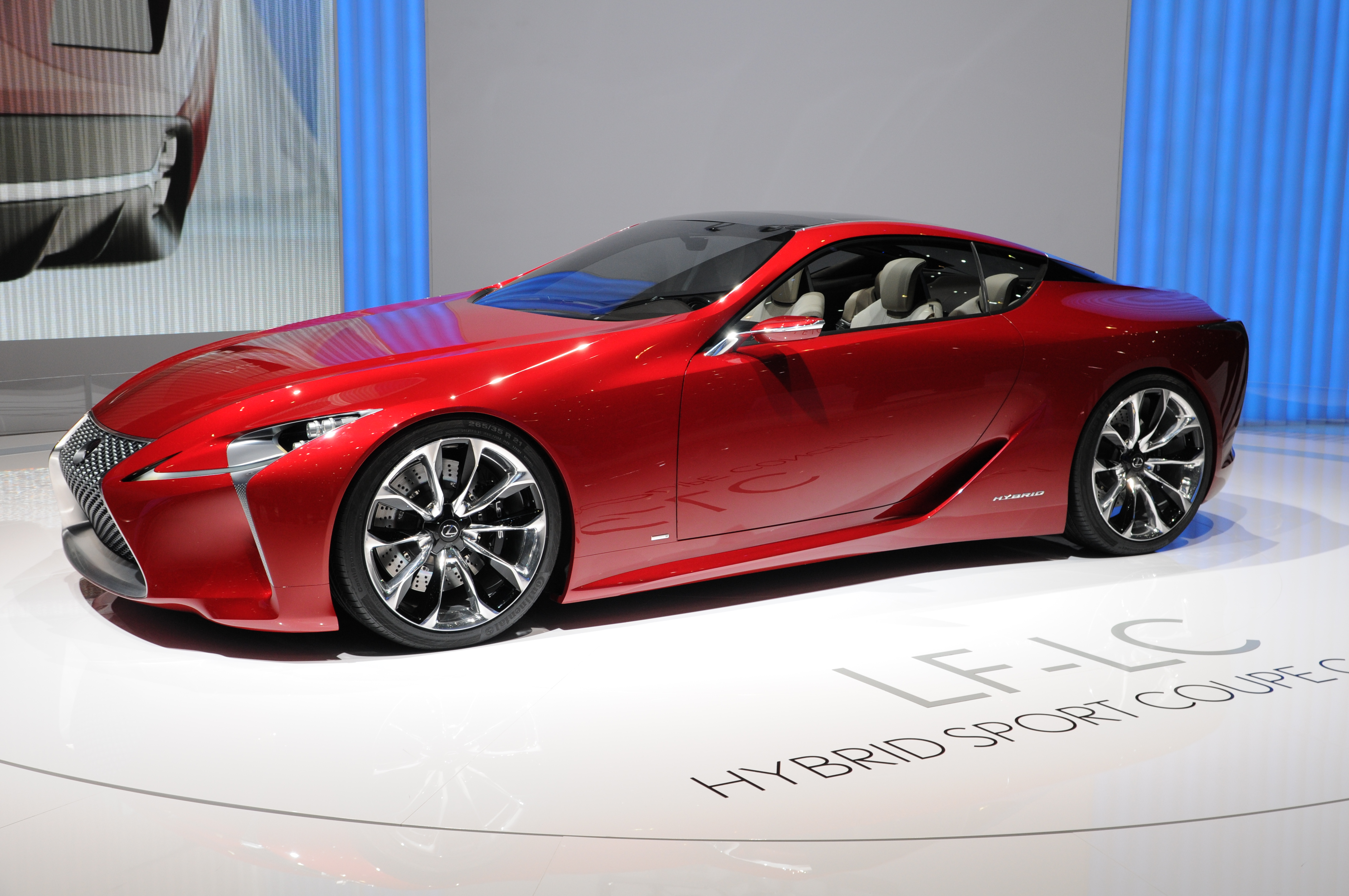

تصميم السيارة هو الإتجاه المستقبلي الخاص بتصميم سيارات لكزس المترفة، مع التركيز على مقصورة تتمحور حول السائق. جرى تزويد طراز أل أف-أل سيبتقنية لكزس المتطورة للقيادة الهجينة، مع محرك أمامي وتقنية الدفع بالعجلات الخلفية. أعطت لكزس الضوء الأخضر لتتحول سيارة أل أف-أل سي للإنتاج التجاري تحت اسم أل سي.